# Аентсик-Картјевил
Аентсик-Картјевил (фр. Ahuntsic-Cartierville) је једна од 19 општина Монтреала. Општина је образована 1. јануара 2002.